# Andrew Robinson
Andrew Jordt „Andy“ Robinson (* 14. února 1942 New York, New York) je americký herec.
Na vysoké škole získal titul bakaláře umění v oboru angličtina. S hraním začal již za studií, navštěvoval London Academy of Music and Dramatic Art a v New Yorku dostal první profesionální roli ve hře Macbird-Macbeth. V roce 1969 se poprvé objevil v televizi, kdy dostal epizodní roli v seriálu N.Y.P.D. O dva roky později poprvé hrál ve filmu, ve snímku Drsný Harry ztvárnil jednu z hlavních postav, sériového zabijáka Scorpia. V průběhu 70. a 80. let hrál v seriálech, jako jsou např. Kojak, S.W.A.T., Barnaby Jones, v mýdlové opeře Ryan's Hope (za roli Franka Ryana byl nominován na cenu Emmy) či The Twilight Zone. Objevil se též ve filmech Charley Varrick, Návrat Lew Harpera, Maska, Cobra, Hellraiser a Rukojmí pro vraha. V 90. letech se dostal role ve filmech Dětská hra 3, Vládci loutek či Pumpkinhead II: Blood Wings, v letech 1993–1999 se pravidelně objevoval ve sci-fi seriálu Star Trek: Stanice Deep Space Nine v roli Elima Garaka. Hostoval též např. v seriálech JAG, Akta X a Nemocnice Presidio. Režíroval dvě epizody seriálu Star Trek: Vesmírná loď Voyager a sedm dílů seriálu Soudkyně Amy, kde se rovněž objevil v epizodní roli.
V roce 2000 napsal román A Stitch in Time z prostředí Star Treku, který se odehrává po závěrečné dvojepizodě Stanice Deep Space Nine a který se zaměřuje na postavu Garaka.